# Georg Weinrich (Theologe)

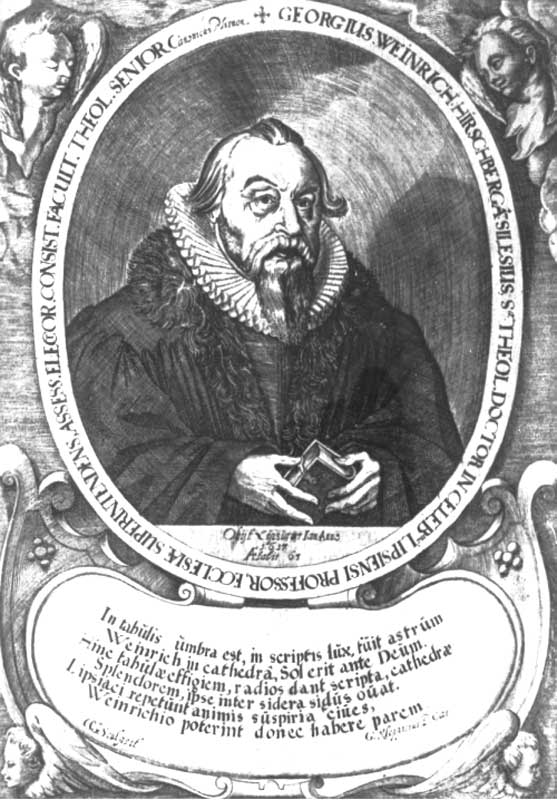
Georg Weinrich

Georg Weinrich (auch: Georg Weinreich oder Georg Weindrich; * 23. April 1554 in Hirschberg/Schlesien; † 27. Januar 1617 in Leipzig) war ein deutscher lutherischer Theologe.

## Leben
Georg war der Sohn des Bürgers in Hirschberg Balthasar Weinrich und dessen Frau Magdalena Fries. Aus dieser Ehe stammen noch vier Brüder Thomas., Martin, Johann und Melchior Er besuchte ab 1558 die Schule seiner Heimatstadt. 1572 kam er auf das Marien-Magdalena Gymnasium in Breslau. In Breslau wurde er auch Hauslehrer des Fürsten Georg auf Kupferberg, mit dessen drei Söhnen er 1575 nach Böhmen reiste, um die dortige Sprache zu erlernen. Zurückgekehrt nach Breslau, erhielt er eine weitere Hauslehrerstelle. Mit seinem Zögling bezog er am 4. Februar 1579 die Universität Leipzig und wurde im März 1580 Baccalaurus der Philosophie. Nach einem kurzen Aufenthalt ab 1581 in Prag, kehrte er im Wintersemester 1582/83 an die Leipziger Hochschule zurück und wurde hier Magister der philosophischen Wissenschaften. Nach kurzem Aufenthalt als Tertius an der kurfürstlichen Landesschule St. Augustin in Grimma, erhielt er im September 1584 eine Berufung als Diakon in Langensalza, welche Stelle er nach seiner Ordinierung am 6. Oktober 1584 übernahm. Am 12. September 1586 wechselte er als Subdiakon an die St. Thomaskirche in Leipzig, stieg dort am 1. Januar 1589 zum Diakon auf und wurde 1592 Pfarrer ebenda.
Weinrich hatte sich am 28. November 1594 das Baccalaurat der Theologie erworben und übernahm nach dem Abgang des Superintendenten Wolfgang Harder im selben Jahr die Superintendentur von Leipzig und das Pfarramt an der St. Nikolaikirche. Damit verbunden wurde er auch Assessor am Leipziger Konsistorium. Im selben Jahr übertrug man ihm an der Universität Leipzig eine theologische Professur. Damit verbunden wurde er Kanoniker in Zeitz. Am 20. Januar 1597 erwarb er sich mit der Abhandlung Problema theologicum de sacramento initiaitonis contra Calvinianos das Lizentiat der Theologie und er promovierte mit der Arbeit Problema theologicum de sacramento baptisimi, continens explicationem status controversiae inter Lutheranos et Cinglianos am 8. November 1599 zum Doktor der Theologie.
Ebenfalls im November 1599 wurde er ordentlicher dritter Professor der theologischen Fakultät und damit verbunden Kollegiat am Frauenkollegium. 1604 stieg er in die zweite theologische Professur, wurde damit verbunden Domherr in Meißen und Decemvir. Schließlich erreichte er am 9. März 1614 die erste Leipziger theologische Professur, zugleich war er dessen Senior und auch Senior der polnischen und schlesischen Nation. Zudem beteiligte er sich auch an den organisatorischen Aufgaben der Hochschule. So war er in den Jahren 1601 (Wint.-Sem.), 1605 (Wint.-Sem.), 1607 (Wint.-Sem.), 1610 (Som.-Sem.), 1613 (Wint.-Sem.) und 1615 (Som.-Sem.) Dekan der theologischen Fakultät. Im Wintersemester 1600 war er Rektor der Alma Mater und wirkte 1605 als Prokanzler der Alma Mater. Georg Weinrich starb am 27. Januar 1617 in Leipzig. Sein Leichnam wurde am 31. Januar in der Leipziger Thomaskirche beigesetzt, wo man ihm ein Epitaph errichtete.

## Familie
Aus seiner am 20. April 1585 in Leipzig geschlossenen Ehe mit Cecilia (* 7. Februar 1567 in Grimma; † 1. Februar 1618 in Leipzig), der Tochter des Verwalters der Fürstenschule Grimma Wolfgang Peiligk und dessen Frau Ursula, die Tochter des Ratsherrn und Buchhändlers in Leipzig Frantz Clement, sind drei Söhne und vier Töchter hervorgegangen. Von den Kindern ist bekannt:
1. To. Barbara Weinrich (* 26. April 1586 in Langensalza; † 3. Juni 1632 in Leipzig (Plauen)) verh. 24. Januar 1604 mit dem Assessor am Leipziger Oberhofgericht und Dr. jur. Valentin Krappe (* 1. Januar 1560 in Berlin; † 15. November begr. 18. November 1619 in Leipzig)[5]
2. So. Georg Weinrich (1587–1597) Wintersemester 1594 Uni. Leipzig
3. To. Caritas Weinrich (1590–1597)
4. So. Christian Weinrich (1592–1597) Sommersemester 1596 Uni. Leipzig (dep.)
5. To. Elisabeth Weinrich (1595–1602)
6. So. Gottfried Weinrich Wintersemester 1600 Uni. Leipzig (dep.), 6. März 1619 Bacc. phil., 25. Januar 1621 Mag. phil. ebd.,
7. To. Sabina Weinrich (* 14. März 1604 in Leipzig; † 15. Februar 1662 in Rendsburg) verh. am 17. Februar 1629 in Leipzig mit Dr. med. Christoph von Bühren (* 4. Juli 1601 in Lüneburg; † 28. Oktober 1645 in Rendsburg)[6]